# Synagoga w Nowym Mieście nad Pilicą
Synagoga w Nowym Mieście nad Pilicą – drewniana, modrzewiowa, nieistniejąca już synagoga w miejscowości Nowe Miasto nad Pilicą przy ulicy Warszawskiej 17 w województwie mazowieckim. Powstanie synagogi datowane jest na 1779–1780. W końcu XIX w. i na początku XX w. została przebudowana. Podczas II wojny światowej Niemcy spalili synagogę i współcześnie w miejscu po synagodze stoi budynek sklepu „Groszek".

## Architektura
Orientowany budynek synagogi posadowiono na planie prostokąta o ścianach konstrukcji zrębowej z lisicami, które odeskowano od zewnątrz i wewnątrz, a całość przekryto łamanym, czterospadowym dachem, trzykondygnacyjnym o konstrukcji stolcowej. W poddasze nad główną salą wbudowano ośmioboczną kopułę. 
Drzwi zewnętrzne do sieni i boczne w ścianie południowej oraz wewnętrzne z sieni do sali modlitw o wykroju nadproży w kształcie liścia koniczyny. Drzwi sali od jej wnętrza ujęte w kanelowane pilastry.
Sala główna kwadratowa (14,70 × 14,70 m) była największą z sal przekrytych kopułami drewnianymi bez podpór wewnętrznych. Była również najwyższą: wysokość do góry ścian wynosiła ok. 6,00 m, a w najwyższym miejscu sklepienia ok. 13,5 m. Salę poprzedzała, od zachodu, w przyziemiu sień z wydzieloną izbą, na piętrze babiniec. Okna sali głównej rozmieszczone po dwa w każdej ze ścian zewnętrznych, bliźniacze, o nadprożach wyciętych w łuki odcinkowe. Okna babińca podobne, lecz o mniejszej wysokości przysłonięto balustradą.
Bima – na środku sali w kształcie ośmiobocznego podium na podwyższeniu. Otoczona, wraz z prowadzącymi na nią schodami, balustradą z tralek, ustawioną między wielobocznymi słupkami o żłobkowanych trzonach. Pary słupków przy schodach były znacznie wyższe od pozostałych.
Aron ha-kodesz polichromowany i złocony, dwukondygnacyjny, osadzony na konsoli, poprzedzony podestem z szerokimi schodami, zamykanymi dwuskrzydłową bramką. W dolnej kondygnacji przęsło środkowe zajmowała szafa na rodały, ujęta z obu stron w pary kolumienek o głowicach kompozytowych i trzonach oplecionych winoroślą.
Sklepienie i ściany były pokryte polichromią prawdopodobnie z XIX w. Ściany obiegała dołem, naśladująca okładzinę marmurową, lamperia. Powyżej, oddzielone od niej listwą na gładkim tle – ramy z imitacją wielkich, boniowanych kamieni. Powyżej ściany były tylko pobielone z wyjątkiem ściany wschodniej, gdzie po prawej stronie aron ha-kodesza namalowano swobodnie unoszące się instrumenty muzyczne.